# Never Giving Up
Never Giving Up è un singolo del gruppo musicale statunitense Of Mice & Men, il secondo estratto dalla riedizione del loro terzo album in studio Restoring Force, Full Circle, pubblicato il 20 febbraio 2015.

## Video musicale
L'11 settembre 2015 viene pubblicato un video ufficiale per il brano, realizzato da Strati Hovartos utilizzando le riprese fatte da Jon Stone e Danny Todd durante alcuni concerti degli Of Mice & Men.

## Tracce
Testi e musiche di Austin Carlile, Alan Ashby e Aaron Pauley.
1. Never Giving Up – 3:39

## Classifiche
| Classifica (2015)               | Posizione massima |
| ------------------------------- | ----------------- |
| Stati Uniti (hard rock digital) | 20                |
| Stati Uniti (mainstream rock)   | 20                |